# Gérald Cid
Gérald Cid (* 17. Februar 1983 in Talence) ist ein ehemaliger französischer Fußballspieler. Zur Saison 2010/11 beendete Cid seine aktive Karriere.

## Karriere
Cid kommt aus der Talentschmiede von Bordeaux. Zur Saison 2004/05 erhielt er seinen ersten Profivertrag bei den Dunkelblauen, hatte sein Debüt aber bereits als Amateur während der Rückrunde 2003/04. Da er sich in der ersten Profisaison nicht durchsetzen konnte, wurde er bereits im nächsten Jahr, um Spielpraxis zu sammeln, zum FC Istres in die Ligue 2 ausgeliehen. Dort absolvierte er 24 Spiele, ehe er im Sommer 2006 wieder nach Bordeaux zurückkehrte. Doch auch im zweiten Anlauf, reichte es nicht zum Durchbruch und er wechselte im Juli 2007 ablösefrei nach England zu den Bolton Wanderers. Bereits nach einem halben Jahr beendete er „in gegenseitigem Einverständnis“ mit der Vereinsführung das „Abenteuer England“ jedoch wieder und schloss sich in seiner Heimat Frankreich dem Verein OGC Nizza an. In seinem ersten halben Jahr dort absolvierte er neun Ligaspiele.

## Erfolge
- Französischer Ligapokalsieger mit Girondins Bordeaux: 2007